# Dipartimento di Méfou e Akono
Il dipartimento di Méfou e Akono è un dipartimento del Camerun nella regione del Centro.
Ha un'area di 1.329 Kmq , dal 2001 ha una popolazione di 57.051.
La capitale è Ngoumou

## Comuni
Il dipartimento è suddiviso in 4 comuni:
- Akono
- Bikok
- Mbankomo
- Ngoumou